# Макс Еве
Проф. д-р Махгилис (Макс) Еве (на нидерландски: Machgielis (Max) Euwe – фамилията се произнася най-близко до Йове) е нидерландски учен (математик, информатик), повече известен като шахматист, международен шахматен функционер и съдия.
Той е 5-ият световен шампион по шахмат от 1935 г. до 1937 г. Печели световната титла от Александър Алехин и я губи в мача реванш.
Научава правилата на шахмата още като дете, защото и двамата му родители играят шах. Шахматът е второто по важност занимание за Еве след работата му като професор по математика и механика.
През цялата си кариера на шахматист остава аматьор. След като се пенсионира, е президент на Световната шахматна федерация (ФИДЕ) от 1970 до 1978 г. Той е арбитър на мача за световната титла между Боби Фишер и Борис Спаски в Рейкявик, Исландия, през 1972 г.

## Биография
Завършва висше образование по математика, защитава докторат през 1926 г.
След дипломирането си Еве работи във Винтерсвайк и Ротердам като учител от 1926 до 1940 г. и в лицей за момичета в Амстердам след 1945 г. Междувременно е директор на предприятие за хранителни стоки, както и статистик на спестовна и застрахователна каса.
След 1954 г. работи като професор по информатика (компютърно програмиране). След навършване на 70-годишна възраст през 1972 г. се пенсионира и се отдава единствено на шаха.
Еве умира в Амстердам на 26 ноември 1981 г.

## Спортна кариера
Еве започва да участва в открити шахматни турнири на 10-годишна възраст.
През 1920 г. губи мач срещу Рихард Рети.
Еве през 1921 г. печели първенството на Нидерландия за първи път. Следват успехи на турнирите през 1923 г. (в Мерих, Острау и Хейстингс), 1924 и 1926 г. (Weston Supermare), 1925 г. (във Висбаден), 1928 г. (в Кисинген и световното първенство за аматьори в Хага).
Еве претърпява и загуби през 1926 – 1927 г. (от Алехин), 1928 и 1929 (от Боголюбов), 1930 г. (от Керес в борба за европейската титла), 1931 г. (от Капабланка).
През 1930-те години е нареждан сред най-добрите шахматисти в света. Александър Алехин го кани за претендент за световната титла в мач от 10 партии на борда на кораб, който да плава между Нидерландия и Индонезия. Следват години на уговаряне на крайните правила на мача.
Мачът започва на 3 октомври 1935 г. в Нидерландия. След 4 партии резултатът е 3:1 за тогавашния световен шампион Алехин. След 30-ата партия Еве печели с 15,5: 14,5 и става 11-ият световен шампион по шахмат.
Мачът реванш започва на 5 октомври 1937 г. Той отново се провежда в Нидерландия и се състои от 30 партии. След 25-ата партия, на 16 декември 1937 г., мачът е решен при резултат 15,5: 9,5 за Алехин.
След като Алехин умира неочаквано през 1946 г. като световен шампион, ФИДЕ организира световно първенство с най-добрите шахматисти на времето си, което започва в Хага, Нидерландия на 2 март 1948 г. и завършва в Москва, СССР, на 16 май 1948 г. Еве завършва на последното 5-о място след шампиона Ботвиник, следван от Смислов, Керес и Решевски.
Оттегля се от участия в турнири през 1953 г., след като заема предпоследното място на кандидатския турнир, излъчващ претендента за световната титла.
Макс Еве издава много книги за шахмат.